# 오토이넷푸촌
오토이넷푸촌(일본어: 音威子府村)은 일본 홋카이도 가미카와 지방 북부에 있는 촌이다. 2010년 기준으로 홋카이도 내에서 가장 인구가 적은 자치체이며 유일하게 인구가 1,000명 이하인 지방자치단체이다. ‘숲과 장인의 마을’을 표방해 풍부한 삼림 자원을 살린 공예를 통한 마을 부흥을 추진하고 있다.
오토이넷푸라는 지명은 아이누어의 ‘오·트이네·프’(オ・トイネ・プ, 하구·흙으로 더러워져 있는·것)에서 유래하는데 오토이넷푸강이 데시오강에 합류하는 지점이 진흙으로 탁해지는 것에서 명명된 것으로 여겨진다.

## 지리
가미카와 종합진흥국 관내의 북부에 위치하고 남쪽은 비후카정, 서쪽은 나카가와정, 북쪽은 소야 종합진흥국 관내의 나카톤베쓰정, 동쪽은 같은 관내의 에사시정과 접한다. 데시오강이 남쪽으로 흘러 오토이넷푸강과 합류하고 나서는 서쪽으로 방향을 바꾸어 이 지역을 관류한다. 데시오강을 따라서 아사히카와시와 왓카나이시를 연결하는 국도 40호선, JR 홋카이도 소야 본선이 통과한다.
중심 시가지인 오토이넷푸는 촌의 거의 중앙, 오토이넷푸강과 데시오강의 합류점에 있고, 국도 40호선과 국도 275호선의 분기점이 되고 있다. 예전에는 JR 홋카이도 덴보쿠선도 국도 275호선을 따라 북쪽으로 뻗어 있어 동해와 오호츠크해, 그리고 가미카와 중앙부를 잇는 교통의 요충지였다.
마을 남동단에서 여러 강들이 서쪽으로 흘러 데시오강에 합류하고 있다. 이러한 강의 하류부에 해당하는 남부의 삿쿠루 지구는 평지 혹은 완만한 구릉지가 펼쳐져 있어 낙농업과 밭농사를 하고 있다. 나머지 대부분은 완만한 산지로 산림이 면적의 80%를 차지하고 있다. 산림의 대부분은 도유림으로 북부에 홋카이도 대학의 연구림이 있다.

### 기후
내륙성 기후로 여름과 겨울의 연교차가 크고 겨울철은 매우 한랭한 기후이다. 여름철은 약 30℃, 겨울철은 약 -30℃에 이른다. 또 이곳은 홋카이도 내 유수의 폭설지로 최심 적설량은 2m를 넘기도 한다.
| 오토이넷푸촌의 기후                                          | 오토이넷푸촌의 기후 | 오토이넷푸촌의 기후 | 오토이넷푸촌의 기후 | 오토이넷푸촌의 기후 | 오토이넷푸촌의 기후 | 오토이넷푸촌의 기후 | 오토이넷푸촌의 기후 | 오토이넷푸촌의 기후 | 오토이넷푸촌의 기후 | 오토이넷푸촌의 기후 | 오토이넷푸촌의 기후 | 오토이넷푸촌의 기후 | 오토이넷푸촌의 기후 |
| 월                                                           | 1월                 | 2월                 | 3월                 | 4월                 | 5월                 | 6월                 | 7월                 | 8월                 | 9월                 | 10월                | 11월                | 12월                | 연간                |
| ------------------------------------------------------------ | ------------------- | ------------------- | ------------------- | ------------------- | ------------------- | ------------------- | ------------------- | ------------------- | ------------------- | ------------------- | ------------------- | ------------------- | ------------------- |
| 역대 최고 기온 °C (°F)                                       | 6.5 (43.7)          | 8.6 (47.5)          | 13.9 (57.0)         | 25.3 (77.5)         | 31.5 (88.7)         | 33.6 (92.5)         | 36.6 (97.9)         | 35.5 (95.9)         | 31.4 (88.5)         | 25.7 (78.3)         | 19.2 (66.6)         | 10.0 (50.0)         | 36.6 (97.9)         |
| 일평균 최고 기온 °C (°F)                                     | −3.9 (25.0)         | −2.7 (27.1)         | 1.8 (35.2)          | 8.5 (47.3)          | 16.4 (61.5)         | 20.7 (69.3)         | 24.2 (75.6)         | 24.8 (76.6)         | 21.1 (70.0)         | 14.1 (57.4)         | 5.3 (41.5)          | −1.5 (29.3)         | 10.7 (51.3)         |
| 일일 평균 기온 °C (°F)                                       | −8.0 (17.6)         | −7.7 (18.1)         | −2.7 (27.1)         | 3.6 (38.5)          | 10.1 (50.2)         | 14.5 (58.1)         | 18.5 (65.3)         | 19.5 (67.1)         | 15.3 (59.5)         | 8.7 (47.7)          | 1.7 (35.1)          | −4.8 (23.4)         | 5.7 (42.3)          |
| 일평균 최저 기온 °C (°F)                                     | −13.9 (7.0)         | −14.5 (5.9)         | −8.4 (16.9)         | −1.3 (29.7)         | 4.3 (39.7)          | 9.2 (48.6)          | 14.0 (57.2)         | 15.2 (59.4)         | 10.5 (50.9)         | 4.1 (39.4)          | −1.7 (28.9)         | −8.8 (16.2)         | 0.7 (33.3)          |
| 역대 최저 기온 °C (°F)                                       | −34.8 (−30.6)       | −34.9 (−30.8)       | −30.1 (−22.2)       | −15.0 (5.0)         | −4.6 (23.7)         | −0.8 (30.6)         | 4.6 (40.3)          | 4.8 (40.6)          | 1.0 (33.8)          | −6.7 (19.9)         | −19.2 (−2.6)        | −27.4 (−17.3)       | −34.9 (−30.8)       |
| 평균 강수량 mm (인치)                                        | 106.7 (4.20)        | 70.7 (2.78)         | 71.4 (2.81)         | 56.8 (2.24)         | 65.5 (2.58)         | 60.6 (2.39)         | 120.4 (4.74)        | 163.9 (6.45)        | 148.0 (5.83)        | 164.3 (6.47)        | 180.3 (7.10)        | 158.0 (6.22)        | 1,366.6 (53.81)     |
| 평균 강설량 cm (인치)                                        | 291 (115)           | 218 (86)            | 179 (70)            | 72 (28)             | 3 (1.2)             | 0 (0)               | 0 (0)               | 0 (0)               | 0 (0)               | 3 (1.2)             | 124 (49)            | 325 (128)           | 1,215 (478.4)       |
| 평균 강우일수                                                | 21.1                | 17.3                | 16.1                | 12.1                | 10.7                | 8.8                 | 10.2                | 11.4                | 13.8                | 17.5                | 21.6                | 25.0                | 185.6               |
| 평균 강설일수                                                | 24.1                | 20.8                | 19.1                | 10.3                | 0.5                 | 0                   | 0                   | 0                   | 0                   | 0.3                 | 10.5                | 24.3                | 109.9               |
| 평균 월간 일조시간                                           | 41.0                | 61.7                | 97.1                | 144.0               | 175.1               | 160.0               | 139.8               | 130.8               | 137.2               | 108.5               | 40.3                | 23.4                | 1,258.9             |
| 출처: 일본 기상청 (평년값: 1991년~2020년, 극값: 1977년~현재) |                     |                     |                     |                     |                     |                     |                     |                     |                     |                     |                     |                     |                     |

### 인접한 지자체
- 가미카와 종합진흥국
  - 나카가와군 나카가와정, 비후카정

- 소야 종합진흥국
  - 에사시군 나카톤베쓰정, 에사시정

## 역사
- 1916년 - 나카가와군 나카가와촌(현 나카가와정)에서 분리되어 도키와촌(常盤村)이 되었다.
- 1963년 - 오토이넷푸촌으로 개칭했다.
- 1989년 - 덴보쿠선이 폐선되었다.
- 2006년 - 인구가 1000명 이하로 떨어졌다.

## 경제
기간산업은 농업, 임업이다. 메밀 재배의 북쪽 한계선이다.

## 교통

### 철도
- 홋카이도 여객철도 소야 본선

### 도로
- 국도 40호선
- 국도 275호선